# Parafomoria
Parafomoria is een geslacht van vlinders van de familie dwergmineermotten (Nepticulidae).

## Soorten
- P. cistivora (Peyerimhoff, 1871)
- P. fumanae A. & Z. Lastuvka, 2005
- P. halimivora van Nieukerken, 1985
- P. helianthemella (Herrich-Schäffer, 1860)
- P. ladaniphila (Mendes, 1910)
- P. liguricella (Klimesch, 1946)
- P. pseudocistivora van Nieukerken, 1983
- P. tingitella (Walsingham, 1904)